# Мајур (Шабац)
Мајур је приградско насељено место у Граду Шапцу у Мачванском округу. Према попису из 2022. било је 6664 становника.
Овде се налазе Црква Светог Марка у Мајуру и Спомен костурница у Мајуру.
Поред Мајура се налазила шума Китог у којој су вођене борбе у време Битке на Мишару 1806. Крајем 1930-тих од шуме је остао само један брест.

## Демографија
У насељу Мајур живи 5546 пунолетних становника, а просечна старост становништва износи 38,4 година (37,8 код мушкараца и 39,0 код жена). У насељу има 2112 домаћинстава, а просечан број чланова по домаћинству је 3,25.
Ово насеље је великим делом насељено Србима (према попису из 2002. године), а у последња три пописа, примећен је пораст у броју становника.
|  |

| Демографија | Демографија | Демографија |
| Година      | Становника  | Становника  |
| ----------- | ----------- | ----------- |
| 1948.       | 1.802       |             |
| 1953.       | 2.009       |             |
| 1961.       | 2.550       |             |
| 1971.       | 3.776       |             |
| 1981.       | 5.000       |             |
| 1991.       | 6.140       | 5.958       |
| 2002.       | 6.854       | 7.133       |

| Етнички састав према попису из 2002.‍ | Етнички састав према попису из 2002.‍ | Етнички састав према попису из 2002.‍ | Етнички састав према попису из 2002.‍ | Етнички састав према попису из 2002.‍ |
| ------------------------------------ | ------------------------------------ | ------------------------------------ | ------------------------------------ | ------------------------------------ |
|                                      |                                      |                                      |                                      |                                      |
| Срби                                 | Срби                                 |                                      | 6.609                                | 96,42%                               |
| Роми                                 | Роми                                 |                                      | 34                                   | 0,49%                                |
| Југословени                          | Југословени                          |                                      | 10                                   | 0,14%                                |
| Хрвати                               | Хрвати                               |                                      | 7                                    | 0,10%                                |
| Македонци                            | Македонци                            |                                      | 7                                    | 0,10%                                |
| Руси                                 | Руси                                 |                                      | 5                                    | 0,07%                                |
| Румуни                               | Румуни                               |                                      | 3                                    | 0,04%                                |
| Словенци                             | Словенци                             |                                      | 2                                    | 0,02%                                |
| Немци                                | Немци                                |                                      | 2                                    | 0,02%                                |
| Црногорци                            | Црногорци                            |                                      | 1                                    | 0,01%                                |
| Украјинци                            | Украјинци                            |                                      | 1                                    | 0,01%                                |
| Муслимани                            | Муслимани                            |                                      | 1                                    | 0,01%                                |
| Бугари                               | Бугари                               |                                      | 1                                    | 0,01%                                |
| Албанци                              | Албанци                              |                                      | 1                                    | 0,01%                                |
| непознато                            | непознато                            |                                      | 152                                  | 2,21%                                |

| Година пописа     | 1948. | 1953. | 1961. | 1971. | 1981. | 1991. | 2002. |
| ----------------- | ----- | ----- | ----- | ----- | ----- | ----- | ----- |
| Број домаћинстава | 377   | 419   | 590   | 978   | 1.417 | 1.775 | 2.112 |

| Број чланова      | 1   | 2   | 3   | 4   | 5   | 6   | 7  | 8 | 9 | 10 и више | Просек |
| ----------------- | --- | --- | --- | --- | --- | --- | -- | - | - | --------- | ------ |
| Број домаћинстава | 283 | 466 | 431 | 540 | 234 | 112 | 32 | 9 | 2 | 3         | 3,25   |

| Пол    | Укупно | Неожењен/Неудата | Ожењен/Удата | Удовац/Удовица | Разведен/Разведена | Непознато |
| ------ | ------ | ---------------- | ------------ | -------------- | ------------------ | --------- |
| Мушки  | 2.876  | 806              | 1.792        | 138            | 51                 | 89        |
| Женски | 2.953  | 572              | 1.812        | 386            | 107                | 76        |
| УКУПНО | 5.829  | 1.378            | 3.604        | 524            | 158                | 165       |

| Пол    | Укупно                    | Пољопривреда, лов и шумарство | Рибарство                            | Вађење руде и камена | Прерађивачка индустрија       |
| ------ | ------------------------- | ----------------------------- | ------------------------------------ | -------------------- | ----------------------------- |
| Мушки  | 1.366                     | 153                           | 2                                    | 3                    | 368                           |
| Женски | 683                       | 102                           | 1                                    | 0                    | 133                           |
| УКУПНО | 2.049                     | 255                           | 3                                    | 3                    | 501                           |
| Пол    | Производња и снабдевање   | Грађевинарство                | Трговина                             | Хотели и ресторани   | Саобраћај, складиштење и везе |
| Мушки  | 20                        | 249                           | 155                                  | 16                   | 155                           |
| Женски | 3                         | 18                            | 163                                  | 15                   | 24                            |
| УКУПНО | 23                        | 267                           | 318                                  | 31                   | 179                           |
| Пол    | Финансијско посредовање   | Некретнине                    | Државна управа и одбрана             | Образовање           | Здравствени и социјални рад   |
| Мушки  | 1                         | 17                            | 66                                   | 26                   | 18                            |
| Женски | 13                        | 17                            | 19                                   | 44                   | 95                            |
| УКУПНО | 14                        | 34                            | 85                                   | 70                   | 113                           |
| Пол    | Остале услужне активности | Приватна домаћинства          | Екстериторијалне организације и тела | Непознато            | Непознато                     |
| Мушки  | 31                        | 0                             | 0                                    | 86                   | 86                            |
| Женски | 16                        | 0                             | 0                                    | 20                   | 20                            |
| УКУПНО | 47                        | 0                             | 0                                    | 106                  | 106                           |

## Галерија
- Споменик НОБ-а
- Дом културе
- Основна школа
- Основна школа
- Главна улица